# Pöljäkeramik
Pöljäkeramik är tunnväggig asbestkeramik som dateras till yngre stenålder omkring 3 200–2 800 f.Kr. och som uppkallats efter boplatsen Pöljä i Siilinjärvi, nära Kuopio i Finland. 
Keramiken, som avmagrats med långa asbestfibrer, kännetecknas främst av att majoriteten av kärlen har en cirka 10 millimeter bred, skarpt inåtböjd randlist. Kärlen har varit stora rundbottnade, sparsamt mönstrade krukor; från några boplatser föreligger också fragment av flatbottnade kärl. Boplatserna har företrädesvis legat vid sjöar i inlandet men enstaka fynd av pöljäkeramik från ett antal jättekyrkor visar att befolkningen även bedrivit fångst vid kusten. Förutom keramiken omfattar fyndmaterialet enstaka yxor och pilspetsar, kvartsföremålen utmärker sig genom låg teknisk kvalitet. Pöljäkeramik är delvis samtida med Pyheensiltaskedet i Finlands sydvästra delar. 